# خطوط يو بي إس الجوية
خطوط يو بي إس الجوية هي شركة شحن جوي أمريكية تمتلكها شركة يو بي إس، (الرمز في بورصة نيويورك: UPS)، و يقع مقرها في لويفيل، كنتاكي. هي ثاني أكبر شركة طيران شحن في العالم (من حيث حجم الشحن الجوي)، تطير خطوط يو بي إس الجوية إلى 815 وجهة حول العالم.

## الأسطول
اعتبارًا من فبراير 2022، تمتلك يو بي إس أسطولًا من 290 طائرة. تعمل شركة الطيران بأسطول من الطائرات النفاثة بالكامل.

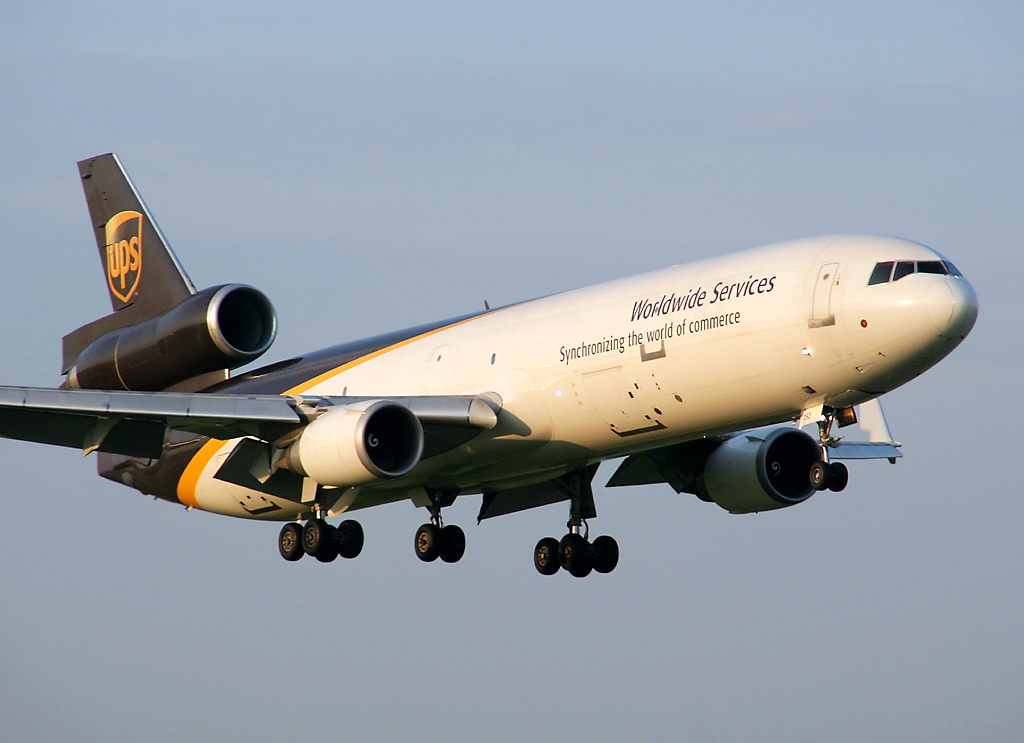
يو بي إس ماكدونل دوغلاس أم دي-11 تحط في مطار وارسو.

| الطائرة                             | في الخدمة | مطلوبة | ملاحظات                          |
| ----------------------------------- | --------- | ------ | -------------------------------- |
| إيرباص إيه 300                      | 52        | —      | [ 4 ] [ 5 ]                      |
| بوينغ 747-400                       | 13        | —      |                                  |
| بوينغ 747-8                         | 28        | —      | أكبر مشغل لهذا النوع.            |
| بوينغ 757                           | 75        | —      |                                  |
| بوينغ 767-300 بي سي أر/ بي سي إف    | 8         | 1      |                                  |
| بوينغ 767-300 بي سي أر/ بي دي إس إف | 8         | 1      |                                  |
| بوينغ 767-300 إي أر إكس             | 72        | 27     | عمليات التسليم من 2023 إلى 2025. |
| ماكدونل دوغلاس أم دي-11             | 42        | —      |                                  |
| المجموع                             | 290       | 28     |                                  |

## وصلات خارجية
- الموقع الرسمي (إنجليزي)